# Каланка (река)
Каланка (также: в верхней половине — Большая Калинка и в нижней половине — Большая Гусиха) — река в России, протекает по Гурьевскому району Кемеровской области и Залесовскому району Алтайского края.
Устье реки находится в 344 км по правому берегу реки Бердь. Длина реки составляет 12 км.

## Данные водного реестра
По данным государственного водного реестра России относится к Верхнеобскому бассейновому округу, водохозяйственный участок реки — Обь от города Барнаул до Новосибирского гидроузла, без реки Чумыш, речной подбассейн реки — бассейны притоков (Верхней) Оби до впадения Томи. Речной бассейн реки — (Верхняя) Обь до впадения Иртыша.